# كأس اليونان 1963–64
كأس اليونان 1963–64 (باليونانية: Κύπελλο Ελλάδος ποδοσφαίρου ανδρών 1963-64)‏ هو الموسم 22 من كأس اليونان. أشرف على تنظيمه الاتحاد الإغريقي لكرة القدم، وفاز فيه أيك أثينا.